# 曲鼻亜目
曲鼻亜目（きょくびあもく、Strepsirrhini）は、哺乳綱霊長目に分類される亜目。

## 形態
網膜の裏側に光を反射する膜（タペータム）がある。
鼻孔が霊長目を除く他の哺乳類と同様に、湾曲した切れ目状になる。鼻先は湿っていて、鼻の中央から上唇にかけて溝が入る。下顎の門歯と犬歯が、櫛状になる（櫛歯）。指趾には扁平な爪（平爪）があるが、後肢第2趾のみ鉤状の爪（鉤爪）があり毛づくろいに適していると考えられている。一方でアイアイは例外で櫛歯はなく、指趾に鉤爪があり後肢第1趾のみに平爪がある。
直鼻亜目は、L-グロノラクトンオキシダーゼ（ビタミンC合成酵素）の活性が失われているためビタミンCを合成することができない。一方で曲鼻亜目は、ビタミンC合成酵素の活性が失われていない。直鼻亜目と曲鼻亜目の分岐と同時期の6300万年前に直鼻亜目のこの酵素活性が失われている。

## 分類
学名Strepsirrhiniは、古代ギリシャ語で「捻じられた・曲がった」の意があるstreptosと「鼻」の意があるrhisに由来する。和名は捻鼻類と直訳されることもあったが、1989年に曲鼻類と訳されるようになった。 
1918年にHaplorhiniの記載と併せて初めて霊長目を2分割する分類として用いられたが、当時は亜目ではなかった。1953年にも霊長目を曲鼻類に直鼻類と2分割する説が採用されたものの当時は定着しなかったが、1980年代以降になると採用される機会が増えるようになった。霊長目を2分割する分類として原猿亜目Prosimiiと真猿亜目Anthropoideaが存在したが、本亜目の構成はメガネザル類を含まない狭義の原猿亜目と一致する。
ロリス型下目に分類される科を、ロリス上科Lorisoideaとしてキツネザル型下目に含める説もある。化石霊長類では、後期暁新世に出現したアダピス類Adapiformesが挙げられる。
以下の現生科の分類・和名は、日本モンキーセンター霊長類和名リスト（2018）に従う。ただし下目の和名については川田ら (2018) に従った。
- キツネザル型下目 Lemuriformes
  - アイアイ上科 Daubentonioidea
    - アイアイ科 Daubentoniidae

  - キツネザル上科 Lemuroidea
    - コビトキツネザル科 Cheirogaleidae
    - キツネザル科 Lemuridae
    - イタチキツネザル科 Lepilemuridae
    - インドリ科 Indriidae
- ロリス型下目 Lorisiformes
  - ガラゴ科 Galagonidae
  - ロリス科 Lorisidae

## 生態
主に夜行性だが、マダガスカルではアバヒ属を除くインドリ科など昼行性の種もいる。
植物の葉、果実、昆虫などを食べるが、タケ類や樹脂を主に食べる種もいる。